# Joseph Jiel-Laval
Joseph Jiel-Laval, eigentlich Joseph Marie François Laval oder Pierre-Joseph Laval, (* 26. November 1855 in Saint-Junien; † 26. Februar 1917 in Bordeaux) war ein französischer Radrennfahrer.

## Leben
Jiel Laval wuchs auf in Angers. Seine ersten Radrennen fuhr er 1876 auf dem Hochrad für den Véloce-Club d'Angers. Im Jahr darauf ließ er sich in Bordeaux nieder und eröffnete ein Geschäft für Fahrräder, zunächst Vélocipèdes Jiel-Laval genannt, später Cycles Jiel-Laval. Der Beiname Jiel entstand aus den Initialen seines Namens Joseph Laval. In Bordeaux gründete er den Veloce Club Bordelais und gehörte zu den Mitbegründern der Ligue française d'éducation physique. In Frankreich war er einer der prominentesten Radsportler.
Im Mai 1891 belegte Laval bei der ersten Austragung von Bordeaux–Paris Platz fünf. Am 6. September desselben Jahres startete er auf einem Fahrrad der Firma Clément bei der ersten Austragung des 1200 Kilometer langen Radrennens Paris–Brest–Paris. Zunächst führte er mit einer Stunde Vorsprung vor Charles Terront, konnte diesen aber nicht halten, weil er wegen Erschöpfung eine Schlafpause einlegen musste. Terronts Manager Herbert Duncan wies indes seinen Fahrer an, das Hotel, in dem Laval schlief, zu umfahren, um von Jiel-Lavals Begleitern nicht gesehen zu werden. Als Laval aufwachte, erfuhr er, dass Terront nun zwei Stunden vor ihm lag. Der Profi Terront gewann mit 71 Stunden und 37 Minuten, Laval als Amateur belegte hinter ihm Platz zwei mit 80 Stunden vier Minuten.
Jiel-Laval wurde von dem Mediziner und Neuropsychiater Philippe Tissié betreut, der Studien über dessen Psyche und Physis vor, während und nach diesen langen Rennen anfertigte. Damit ist Jiel-Laval der erste Sportler, der im Mittelpunkt einer neuropsychologischen Untersuchung stand. Die Resultate wurden in mehreren Zeitschriften veröffentlicht.
Von 1899 bis 1900 produzierte das Unternehmen Jiel-Laval et Cie. den Kleinwagen Mignonette-Luap.
Jiel-Laval starb 1917 im Alter von 61 Jahren. Die Trauerrede auf der Beerdigung hielt der bekannte Journalist Maurice Martin. Ein Jahr später überließ seine Witwe das Fahrrad, auf dem ihr Mann Paris–Brest–Paris bestritten hatte, dem Musée des arts et métiers in Paris. In Bordeaux ist nach ihm die Rue Jiel Laval benannt.

## Publikationen
- Une course à bicyclette. In: Philippe Tissié: Guide de Vélocipediste pour l’Entrainement. Bordeaux 1892. S. 227.